# Daniel Hvidt (godsejer)
 Der er flere personer med dette navn, se Daniel Hvidt.
Daniel Hvidt (4. juni 1853 på Fuglebjerggård – 7. november 1937) var en dansk godsejer og etatsråd, bror til Valdemar og Edvard Hvidt.
Han var søn af godsejer Valdemar Hvidt (1817-1878) og hustru Mariane Elisabeth Henriette Lawetz (1816-1895) og tog filosofikum 1871. Han var ejer af Frihedslund, medlem af Holbæk Amtsråd, formand for Holbæk Amts Forening til Indkøb af kunstig Gødning, medlem af De sammensluttede Kontrolforeningers bestyrelse og af Høng-Tølløse Banens direktion, formand for Sæby-Hallenslev-Sygekasse samt i bestyrelsen for Holbæk Amts økonomiske Selskabs Sparekasse. Han var Ridder af Dannebrog.
Han blev gift med Charlotte Prahl (2. juli 1860 i Slagelse - ?), datter af distriktslæge С.P. Prahl (død 1888) og hustru født Fog (død 1861) og søster til Harald Prahl.